# NGC 3387
NGC 3387 – gwiazda potrójna znajdująca się w gwiazdozbiorze Sekstantu. Dawniej błędnie uznawana za zwartą galaktykę, jednak na nowszych zdjęciach np. z przeglądu Pan-STARRS wyraźnie widać, że są to trzy gwiazdy. Skatalogował ją John Herschel 15 marca 1830 roku jako obiekt typu mgławicowego. Baza SIMBAD błędnie podaje, że NGC 3387 to zdublowana obserwacja sąsiedniej galaktyki NGC 3386.